# Formiga-argentina
A formiga-argentina, também chamada cigana, formiga-açucareira, formiga-caçadora, formiga-cigana, formiga-paraguaia ou paraguaia (nome científico: Linepithema humile) é uma espécie de formiga nativa do norte da Argentina, Uruguai, Paraguai, Bolívia e sul do Brasil. É uma espécie invasora que foi estabelecida em muitas áreas de clima mediterrâneo, inadvertidamente introduzida por humanos em muitos lugares, incluindo os Açores, África do Sul, Nova Zelândia, Japão, ilha de Páscoa, Austrália, Europa, Havaí e Estados Unidos continentais. Consta em quadragésimo nono (49º) na lista das 100 das espécies exóticas invasoras mais daninhas do mundo da União Internacional para a Conservação da Natureza (UICN).

## Taxonomia
Foi descrita pela primeira vez em 1868, em Buenos Aires, pelo austríaco Gustav L. Mayr, sob o nome binominal de Hypoclinea humilis. Posteriormente, a espécie foi transferida para o gênero Iridomyrmex, sendo transferida novamente, dessa vez para o gênero Linepithema, no início da década de 1990.

## Descrição

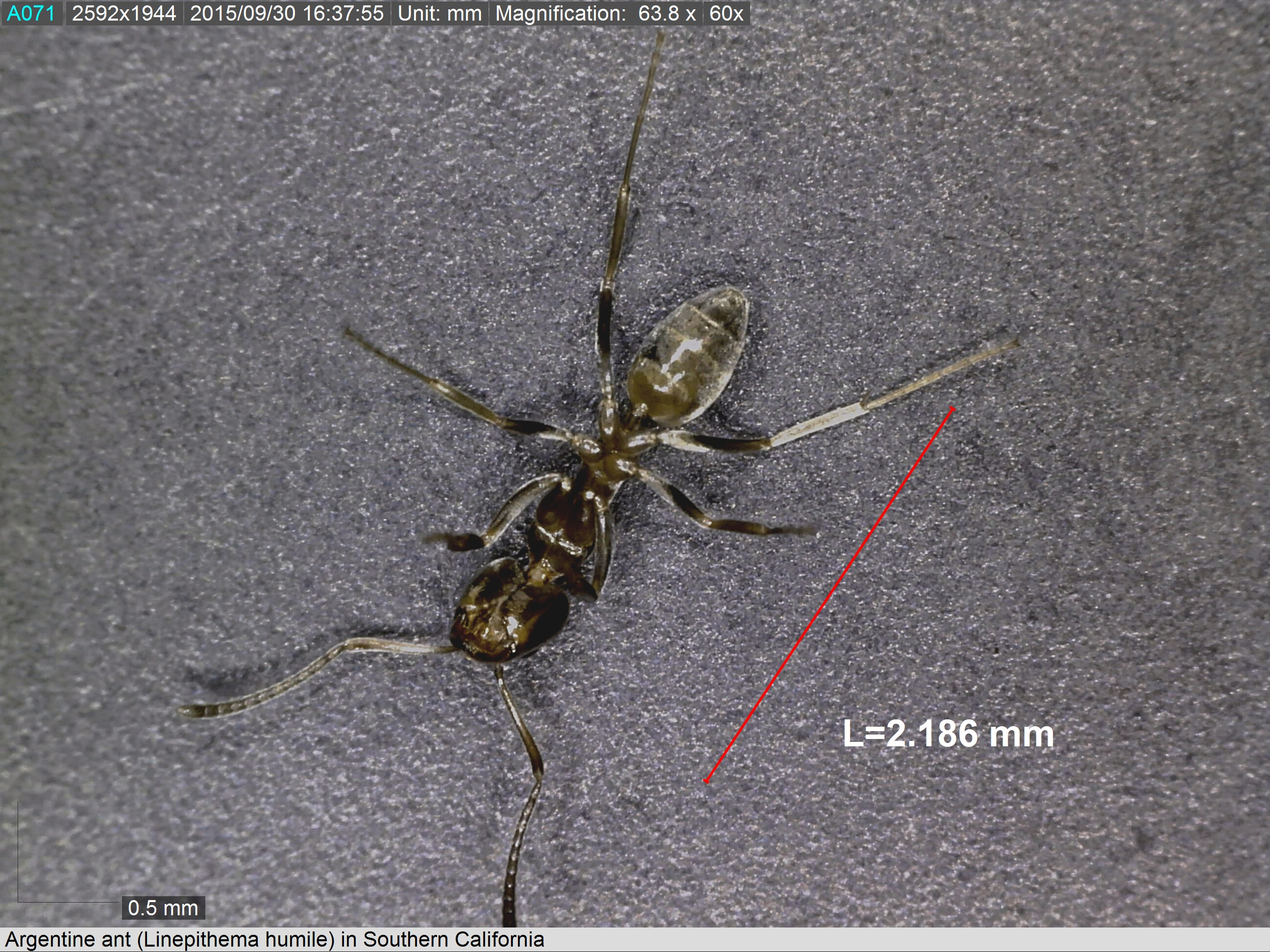
Tamanho típico duma formiga-argentina operária

As formigas operárias têm de 1,6 a 2,8 milímetros (0,06 a 0,11 polegada) de comprimento e podem facilmente passar por rachaduras e buracos tão pequenos quanto 1 milímetro (0,04 polegada) de tamanho. Rainhas possuem 4,2-6,4 milímetros (0,17-0,25 polegadas) de comprimento,

## Distribuição
A distribuição nativa das formigas-argentinas é limitada ao redor dos principais cursos d'água nas áreas de várzea da drenagem do rio Paraná. Elas se espalharam recentemente em partes da Argentina, Brasil, Chile, Colômbia, Equador e Peru. A espécie se estabeleceu em pelo menos 15 países em todo o mundo, em seis continentes, bem como em muitas ilhas oceânicas.

### "Mega-colônia" global
A ausência de agressão dentro das colônias de formigas-argentinas foi relatada pela primeira vez em 1913 por Newell & Barber, que observou “… não há aparente antagonismo entre colônias separadas de sua própria espécie”. Estudos posteriores mostraram que essas "supercolônias" se estendem por centenas ou milhares de quilômetros em diferentes partes da faixa introduzida, relatadas pela primeira vez na Califórnia em 2000, depois na Europa em 2002, no Japão em 2009, e Austrália em 2010. Vários estudos subsequentes usaram análises genéticas, comportamentais e químicas para mostrar que as supercolônias introduzidas em continentes separados na verdade representam uma única supercolônia global. Os pesquisadores afirmaram que a "enorme extensão dessa população é paralela apenas à sociedade humana", e provavelmente foi espalhada e mantida por viagens humanas.

## Comportamento

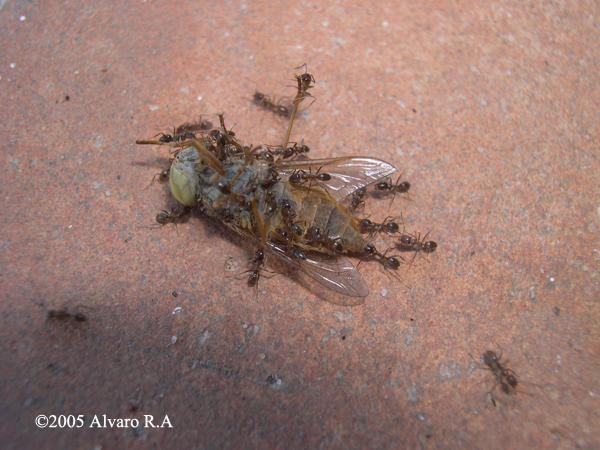
Formigas-argentinas numa mosca morta

As formigas-argentinas foram extraordinariamente bem-sucedidos, em parte, porque os diferentes ninhos introduzidos raramente atacam ou competem entre si, ao contrário da maioria das outras espécies de formigas. Em sua faixa introduzida, sua composição genética é tão uniforme que os indivíduos dum ninho podem se misturar num ninho vizinho sem serem atacados. Assim, na maior parte do seu alcance introduzido, formam "supercolônias". "Algumas formigas têm organização social extraordinária, chamada de unicolonialidade, pela qual os indivíduos se misturam livremente entre ninhos separados fisicamente. Esse tipo de organização social não é apenas um atributo chave responsável pela dominação ecológica dessas formigas, mas também um paradoxo evolutivo e um problema potencial à teoria da seleção de parentesco porque o parentesco entre os companheiros de ninho é efetivamente zero." A 'Colônia Muito Grande' (Very Large Colony), que cobre o território de São Diego para além de São Francisco, pode ter uma população de quase um trilhão de indivíduos.
O conflito ocorre entre membros de diferentes supercolônias. Em 1997, pesquisadores da Universidade da Califórnia em São Diego observaram brigas entre diferentes formigas-argentinas mantidas em laboratório e, em 2004, os cientistas começaram a mapear os limites das diferentes supercolônias que entraram em confronto em São Diego. Na fronteira da 'Colônia Muito Grande' e da 'Colônia do Lago Hodges' (Lake Hodges Colony), trinta milhões de formigas morrem a cada ano, numa frente de batalha que cobre muitos quilômetros. Enquanto as batalhas de outras espécies de formigas geralmente constituem ataques às colônias que duram algumas horas, ou escaramuças que ocorrem periodicamente por algumas semanas, as formigas-argentinas se chocam incessantemente; as fronteiras de seu território são um local de violência constante e batalhas podem ser travadas em cima de centenas de formigas mortas. As lutas podem ser interrompidas por condições climáticas adversas, como chuva.
Em contraste, as populações nativas são geneticamente mais diversas e formam colônias muito menores do que as supercolônias que dominam a área introduzida. As colônias que vivem nas proximidades são territoriais e agressivas umas com as outras. As formigas em sua nativa América do Sul também coexistem com muitas outras espécies de formigas e não atingem as altas densidades populacionais que caracterizam as populações introduzidas. Numa série de experimentos, formigas de uma mesma colônia foram isoladas e alimentadas com dietas diferentes. Os hidrocarbonetos da dieta acabaram sendo incorporados na cutícula dos indivíduos. Aqueles que tinham a mesma dieta pareciam reconhecer uns aos outros como parentes. Aqueles que tinham pelo menos alguma sobreposição na composição da dieta também pareciam reagir de forma não agressiva uns aos outros. Essas interações contrastam drasticamente com os grupos que se alimentavam de fontes completamente diferentes, como os que viviam de moscas e os que se alimentavam de gafanhotos. Os grupos pareciam ter incorporado hidrocarbonetos que não eram semelhantes aos outros e criaram uma pista de identidade desconhecida. Esses grupos reagiram violentamente uns contra os outros. Isso sugere que os fatores dietéticos afetam as pistas de reconhecimento para os membros da colônia.

## Reprodução e tendências de colônias sazonais

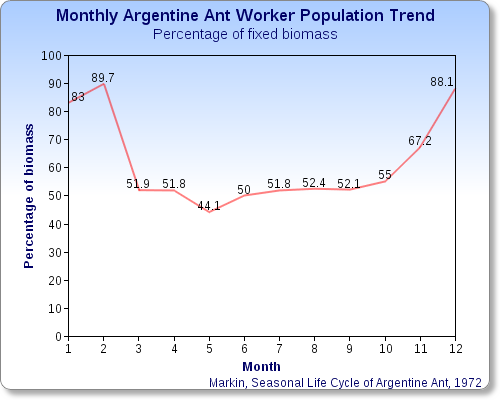
Peso de formigas operárias em comparação com a colônia com base numa amostragem

Como as operárias de muitas outras espécies de formigas, as operárias de formigas-argentinas são incapazes de colocar ovos reprodutivos, mas podem direcionar o desenvolvimento de ovos em fêmeas reprodutivas; a produção de machos parece ser controlada pela quantidade de alimento disponível às larvas. A baixa sazonal ocorre no meio do inverno, quando 90% de uma colônia representativa consiste de operárias e o restante de rainhas, sem atividade reprodutiva e parto mínimo. Os ovos são produzidos no final do inverno, quase todos eclodindo em formas sexuais em maio(*). O acasalamento ocorre após a emergência das fêmeas. A produção de trabalhadoras aumenta de forma constante de meados de março(*) a outubro(*), após o que seus números não são reabastecidos; assim, seus números caem constantemente durante os meses de inverno. ((*) Note que as informações relativas aos meses de maio, março e outubro neste parágrafo, bem como todo o eixo dos meses no gráfico em inglês (o eixo horizontal, etiquetado com "Month"), muito provavelmente não estão mundialmente corretas, especialmente no hemisfério Sul, devido à defasagem de seis meses nas estações do ano entre os dois hemisférios.)
As colônias no habitat nativo da formiga-argentina são mantidas dentro de um alcance de dez a cem metros por colônias de rivais interespecíficos e intraespecíficos. À medida que as colônias se expandem, parecem formar fronteiras territoriais flutuantes, que se contraem e se expandem de forma sazonal e condicional. Há um impulso expansivo para fora nos meses de verão, com um movimento de recuo no inverno. Isso tem a ver com a umidade do solo e as condições de temperatura. Nas bordas dessas fronteiras existem colônias rivais de formiga-argentina ou outros obstáculos que impedem uma maior expansão, como um ambiente inóspito para ninhos.

## Impacto
As formigas estão classificadas na lista das 100 das espécies exóticas invasoras mais daninhas do mundo da União Internacional para a Conservação da Natureza (UICN). Em seu alcance introduzido, geralmente desloca a maioria ou todas as formigas nativas e pode ameaçar invertebrados nativos e até pequenos vertebrados que não estão acostumados a se defender contra as formigas agressivas. Isso pode, por sua vez, colocar em perigo outras espécies no ecossistema, como plantas nativas que dependem de formigas nativas para dispersão de sementes ou lagartos que dependem de formigas nativas ou invertebrados para alimentação. Por exemplo, o recente declínio severo em lagartos Phrynosoma no sul da Califórnia está intimamente ligado às formigas-argentinas que deslocam espécies de formigas nativas das quais os lagartos se alimentam.
As formigas-argentinas às vezes cuidam de colônias de pulgões, cochonilhas-farinhentas (pseudococídeos) e cochonilhas-de-escamas (cocoídeos), às vezes realocando os parasitas para plantas não afetadas, e sua proteção dessas pragas de plantas contra predadores e parasitoides pode causar problemas em áreas agrícolas. Há também evidências de que a presença de formigas-argentinas pode diminuir o número de polinizadores que visitam plantas com flores naturais através da predação das larvas dos polinizadores.

## Controle

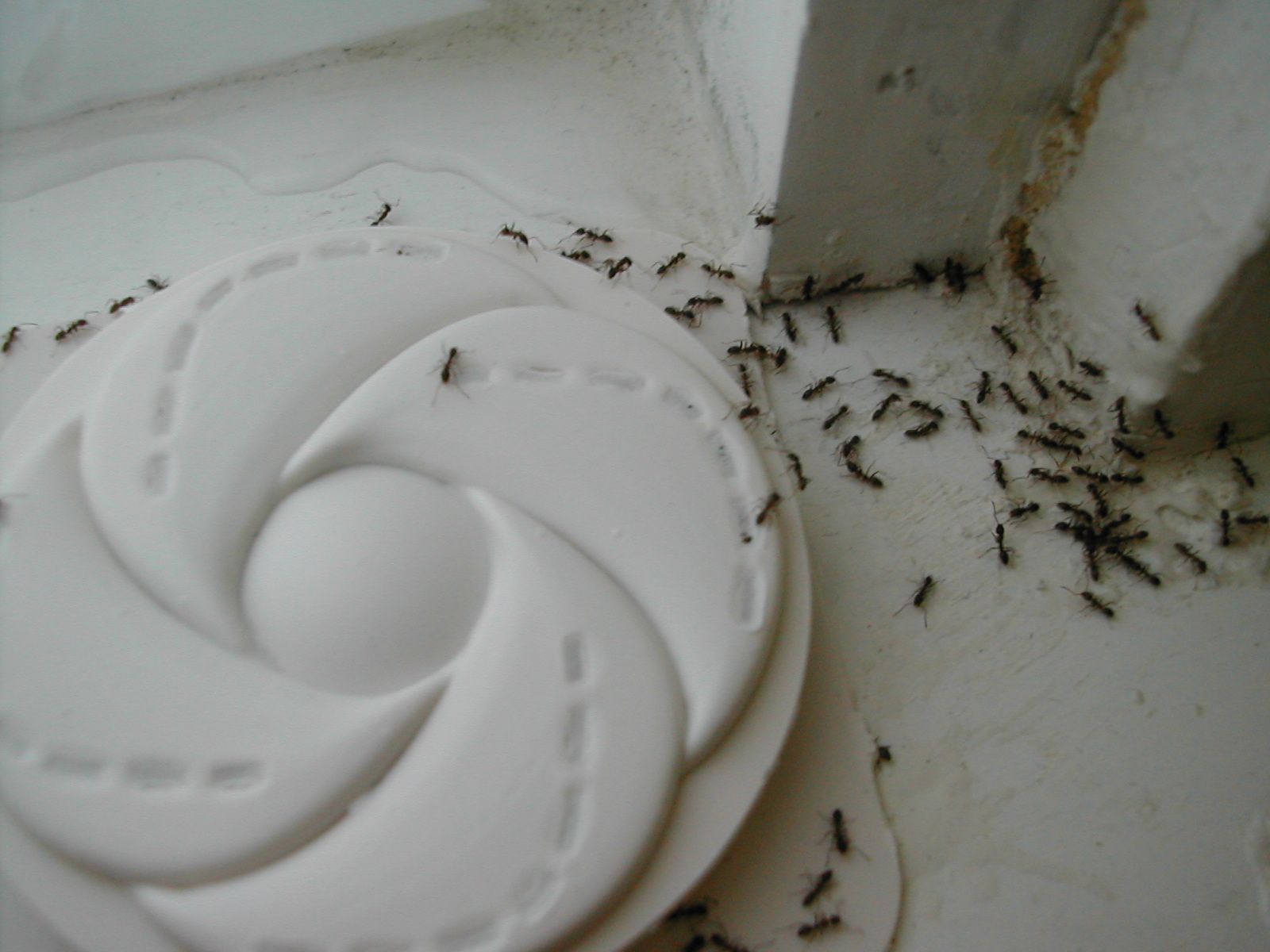
Formigas-argentinas acessando uma estação de isca comercial comumente disponível nos Estados Unidos

As iscas de água com borato-sacarose são tóxicas para formigas-argentinas, quando a isca é 25% de água, com 0,5-1,0% de ácido bórico ou sais de borato. Na primavera, durante a fase de crescimento de uma colônia, iscas à base de proteína podem ser mais eficazes devido à demanda muito maior das rainhas poedeiras. Pesquisadores da Universidade da Califórnia em Irvine, desenvolveram uma maneira de usar o cheiro das formigas-argentinas contra elas. Os exoesqueletos das formigas são cobertos com uma secreção com hidrocarbonetos. Eles fizeram um composto diferente, mas semelhante, ao que reveste as formigas. Se o produto químico for aplicado a uma formiga, os outros membros da colônia irão matá-la. Outra abordagem para o controle em larga escala da formiga-argentina foi proposta por pesquisadores do Japão, que mostraram que é possível interromper suas trilhas com feromônios sintéticos. Isso foi confirmado em vários ensaios posteriores por uma equipe liderada pela Nova Zelândia no Havaí e por pesquisadores da Universidade Victoria de Wellington, que mostraram que essa abordagem é benéfica para outras espécies de formigas locais.